# Stołuń (jezioro)
Stołuń (niem. Schönfelder See) – jezioro na Pojezierzu Poznańskim, w powiecie międzyrzeckim, w gminie Pszczew, położone na terenie Pszczewskiego Parku Krajobrazowego.
Jezioro otoczone lasami, przylega do wschodnich krańców wsi Stołuń. Misa jeziora ma wydłużony kształt, który jest charakterystyczny dla jezior rynnowych.